# Aspidosperma reductum
Aspidosperma reductum là một loài thực vật có hoa trong họ La bố ma. Loài này được (Hassl.) Woodson mô tả khoa học đầu tiên năm 1951.